# Pelham (hrabstwo Westchester)
Pelham – wieś w Stanach Zjednoczonych, w stanie Nowy Jork, w hrabstwie Westchester.